# Усечённая пирамида

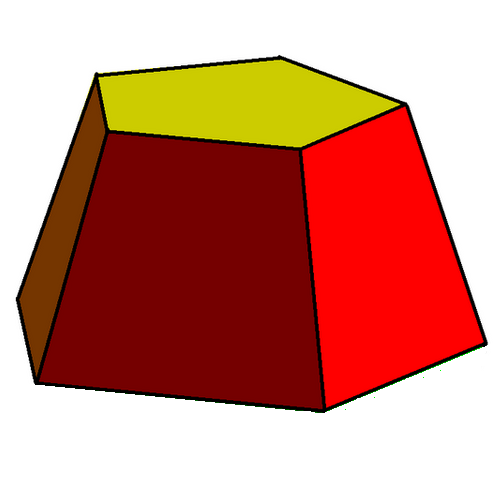
Усеченная пирамида

Усечённая пирами́да — многогранник, часть пирамиды, заключенная между основанием и плоскостью, параллельной основанию.

## Связанные определения
- Основание изначальной пирамиды, а также параллельная ему грань называются основаниями усечённой пирамиды.
  - Остальные грани называются боковыми.

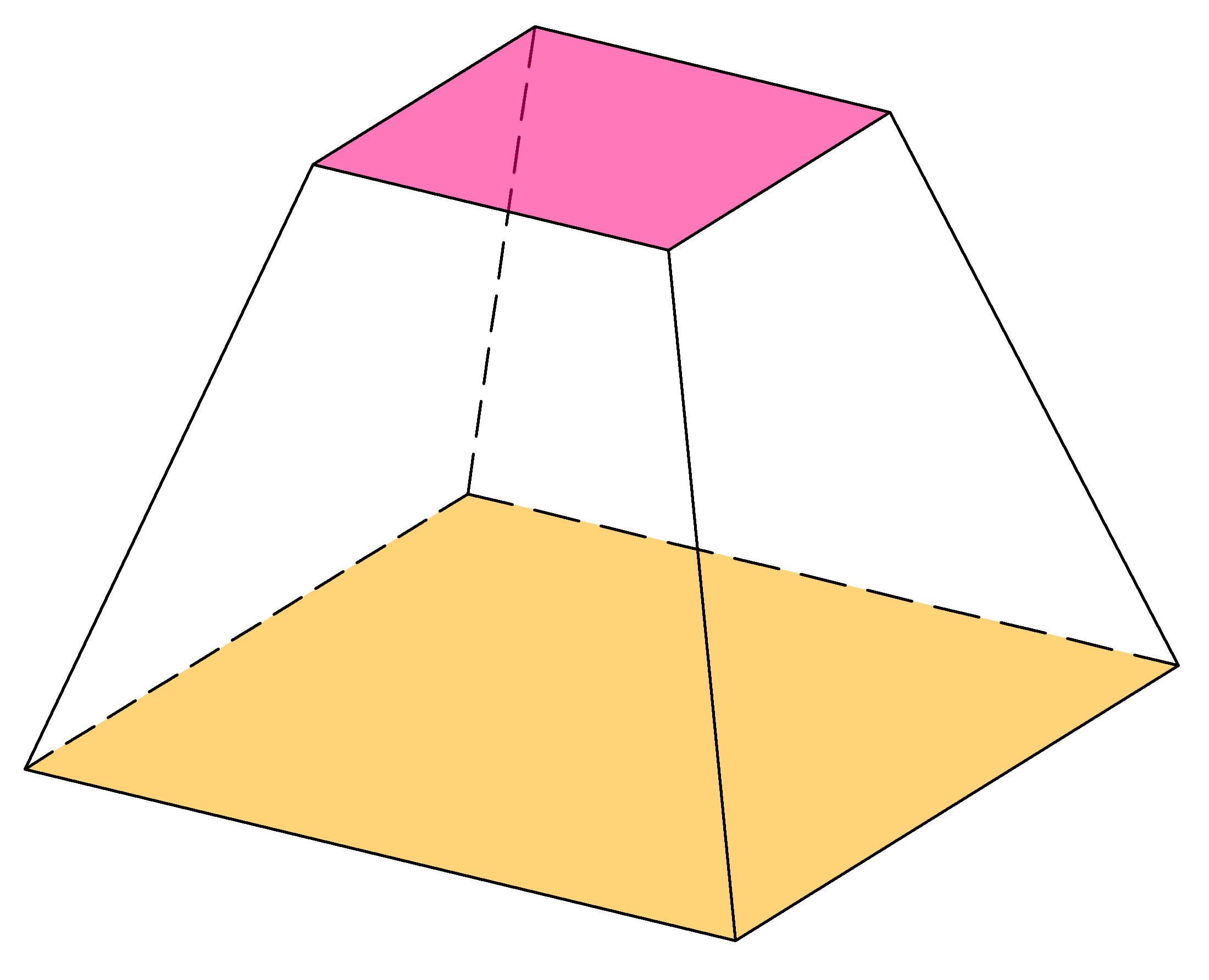
Правильная усечённая пирамида

- Если изначальная пирамида правильная, то её усечённая пирамида также называется правильной.
  - Высота боковой грани называется апофемой.

## Свойства
- Боковые грани усечённой пирамиды представляют собой трапеции.

- Объём усечённой пирамиды равен {\displaystyle V={\tfrac {1}{3}}\cdot h(S_{1}+{\sqrt {S_{1}\cdot S_{2}}}+S_{2})}, где {\displaystyle S_{1},S_{2}} — площади оснований, {\displaystyle h} — высота усечённой пирамиды.
  - Для квадратных усечённых пирамид эта формула была известна в Древнем Египте (задача № M14 Московского математического папируса).

### Правильная усечённая пирамида
- Боковые стороны правильной усечённой пирамиды, а также углы между ними и основанием усечённой пирамиды равны.
- Боковые грани правильной усечённой пирамиды являются равнобедренными трапециями, равными между собой.
- Равны двугранные углы между боковыми гранями, а также между каждой из граней и основанием усечённой пирамиды.
- Площадь боковой поверхности равна произведению полусуммы периметров её оснований и апофемы (высоты боковой грани): {\displaystyle S_{b}={\frac {1}{2}}(p_{1}+p_{2})\cdot l}, где {\displaystyle p_{1}} — периметр первого основания, {\displaystyle p_{2}} — периметр второго, а {\displaystyle l} — апофема.
- Площадь боковой поверхности равна {\displaystyle S_{b}={\frac {|S_{1}-S_{2}|}{\cos \varphi }}}, где {\displaystyle S_{1},S_{2}} — площади оснований, а {\displaystyle \varphi } — двугранный угол при основании усечённой пирамиды.